# Insigne de pilote-observateur
L’insigne de pilote-observateur (en allemand, Flugzeugführer- und Beobachterabzeichen) est une décoration militaire allemande du Troisième Reich, mis en place le 26 mars 1936 par la Commandant en chef de la Luftwaffe, Hermann Göring, pour commémorer les soldats ou les militaires qui avaient déjà reçu l'insigne de pilote ou l'insigne d'observateur durant la Seconde Guerre mondiale.
Par ordonnance du 31 juillet 1944, il fut décrété qu'il se soit écoulé entre la demande de l'insigne de pilote-observateur et l'obtention de l'insigne de pilote ou de l'insigne d'observateur au moins un an.

## Description
L'insigne est fabriqué en nickel ou tombac argenté, plus tard, en alliage ou zinc.

De forme ovale, hauteur : 53 mm et largeur : 42 mm pour une épaisseur de 2,5 mm, l'insigne représente un aigle nazi vu de face avec sa tête orientée à droite et avec ses ailes déployées tenant dans ses serres une Swastika (croix gammée) reposant sur sa partie inférieure sur l'intérieur d'une couronne composée à droite d'une demi couronne de feuilles de chêne et à gauche d'une demi couronne de lauriers. Il se distingue de l'insigne de pilote par sa couronne dorée, l'insigne de pilote étant argentée.
Il existe également une version brodée sur tissu de la couleur des vêtements de la Luftwaffe: le gris-bleu avec distinction de grade. Pour les officiers, la couronne est en fil d'or, l'aigle en fil argent oxydé et la svastika en fil d'aluminium. Pour les grades inférieurs, l'insigne est en fil gris.
La remise de l'insigne se fait dans une boîte recouverte de soie bleue avec intérieur de velours bleu et est accompagné d'un diplôme en papier.

## Port
L'insigne se porte sur la partie inférieure de la poche de poitrine gauche de la tunique de service, sous la croix de fer 1re classe en cas d'attribution de cette dernière.

## Insigne de pilote-observateur en or avec diamants

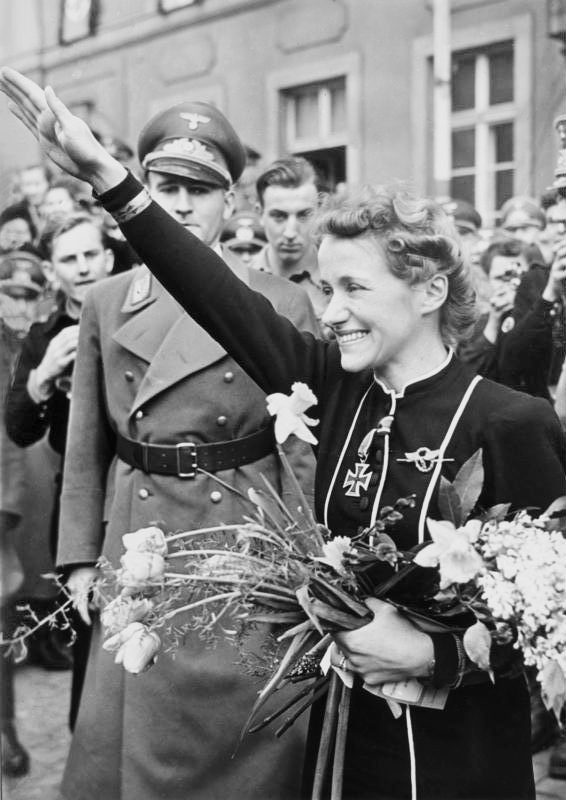
Hanna Reitsch

La variante exclusive de l'insigne combinée pilote-observateur en or avec des diamants (en allemand, Flugzeugführer- und Beobachterabzeichen in Gold mit Brillanten) n'a jamais été officiellement instituée mais devient une décoration officielle le 19 octobre 1939. Il a été décerné en l'honneur de la réussite exceptionnelle et en de rares occasions, comme une récompense honorifique. Les premières attributions ont été décernées au chef d'état-major, le général Walther Wever et au Secrétaire d'État du Reichsluftfahrtministerium Erhard Milch le 11 novembre 1935.
Cette décoration est considérée plus comme un bijou, réalisé par le joaillier viennois Rudolf Stübiger. La couronne est réalisée en Or jaune 22 carats tandis que l'aigle et la svastika sont en platine incrusté de plus de 150 diamants sertis dans de petites cavités afin de permettre à la lumière de passer par l'intérieur de l'insigne et augmenter leur brillance.
Un modèle unique pour récipiendaire féminin a également été réalisé, de taille plus réduite (le tiers du modèle original) et monté sur broche sur laquelle se trouve incrustés 10 diamants et attribuée à la pilote d'essai Hanna Reitsch.
À la mort du récipiendaire, l'insigne de pilote-observateur en or avec diamants devait être retourné au bureau des décorations, et non conservé par la famille.

### Les récipiendaires de l'insigne de pilote-observateur en or avec diamants

#### Les membres de la Luftwaffe
- Reichsmarschall Hermann Göring
- Général Walther Wever (chef d'état major général de la Luftwaffe) - 11 novembre 1935
- Général Erhard Milch Secrétaire d'État (de la Reichsluftfahrtministerium) - 11 novembre 1935
- General der Flieger Hugo Sperrle - 19 novembre 1937
- Major Werner Mölders - mi-août 1940
- Hautpmann Werner Baumbach - mi-août 1940
- Major Adolf Galland - Mi-août 1940
- Generalfeldmarschall Wolfram Freiherr von Richthofen - mi-août 1940
- Generaloberst Kurt Student - 2 septembre 1941
- General der Flieger Friedrich Christiansen - automne 1940
- General der Flieger Günther Korten (chef d'état-major général de la Luftwaffe) - 1941 (pour la invasion de la Crète)
- Generaloberst Alexander Löhr - 1940
- Oberstleutnant Hans-Ulrich Rudel - été 1944
- Oberst Bernd von Brauchitsch (aide de camp principal du Reichsmarschall Göring) - été 1944
- Hauptmann Erich Hartmann - août 1944
- Generalmajor Martin Harlinghausen - 17 avril 1945
- Hauptmann Hans-Joachim Marseille
- Oberst Dietrich Peltz
- Generalfeldmarschall Robert Ritter von Greim
- Generalfeldmarschall Albert Kesselring
- Generaloberst Otto Dessloch
- Generalleutnant Karl Angerstein
- Oberst Walter Oesau - 17 octobre 1943
- Hanna Reitsch - mars 1941
- Melitta Schenk Gräfin von Stauffenberg

### Bénéficiaires d'honneur
- Reichsführer -SS Heinrich Himmler - juillet 1942
- Großadmiral Karl Dönitz (Commandant en chef de la Kriegsmarine) - 1943
- SS -Sturmbannführer Otto Skorzeny - automne 1944
- SS- Oberstgruppenführer et Generaloberst de la Waffen-SS Sepp Dietrich
- Generalfeldmarshall Erwin Rommel
- Generalfeldmarshall Erich von Manstein
- Generalfeldmarshall Werner von Blomberg

#### Étrangers
- Carl Gustaf Emil Mannerheim (Maréchal de Finlande) - 1942
- Maréchal Ion Antonescu (Premier ministre de Roumanie)
- Régent Miklós Horthy (régent de Hongrie)
- Italo Balbo (Aviateur italien)
- Renato Sandalli (Aviateur italien)
- Francisco Franco (dictateur espagnol)
- Miroslav Navratil (Général croate)
- Joseph Vuillemin (Général français)

## Après-guerre
Conformément à la Loi sur les titres, ordres et décorations du 26 juillet 1957, le port de l'insigne de pilote-observateur dans la version du Troisième Reich dans la République fédérale d'Allemagne a été autorisé, à condition que la croix gammée soit enlevée.

## Voir également
- Liste d'ordres civils et militaires
- Liste des devises d'ordres civils et militaires
- Médaille
- Ordre militaire
- Phaléristique

### Crédit
- (en) Cet article est partiellement ou en totalité issu de l’article de Wikipédia en anglais intitulé « Combined Pilots-Observation Badge » (voir la liste des auteurs).